# Neozygites cucumeriformis
Neozygites cucumeriformis är en svampart som beskrevs av Mietk. & Balazy 1993. Neozygites cucumeriformis ingår i släktet Neozygites och familjen Neozygitaceae.   Inga underarter finns listade i Catalogue of Life.